# Auguste Désaugiers
Pour les articles homonymes, voir Désaugiers.
Auguste Félix Désaugiers, né Félix Augier à Fréjus le 28 août 1767 et mort dans l'ancien 2e arrondissement de Paris le 12 septembre 1841,, est un diplomate et dramaturge français.

## Biographie
Auguste Félix Désaugiers naît à Fréjus le 28 août 1767 et est baptisé le lendemain. Il est le fils du compositeur Marc-Antoine Désaugiers et de son épouse Françoise Hermier, ainsi que le frère aîné du vaudevilliste Marc-Antoine-Madeleine Désaugiers.
Auguste Félix Désaugiers est secrétaire de légation à Rome puis consul à Copenhague pendant 20 ans. A son retour en France, en 1815, il se consacre à une carrière de librettiste et de dramaturge. Il a composé des odes qui furent peu remarquées, et des tragédies lyriques qui n'ont pu être représentées. Il est également l'auteur en 1835 d'une traduction des Bucoliques (ou Églogues) de Virgile.

## Écrits

### Livrets d'opéra
- Les Danaïdes (1817), opéra
- Virginie, ou les Décemvirs (1823), tragédie lyrique en trois actes, musique d'Henri-Montan Berton

### Odes
- Ode sur la descente projetée en Angleterre (1798)
- La Paix (1802), publiée à Copenhague
- La Gloire des armées françaises, ou La Troisième coalition (1809), chant héroïque
- Cantate pour la fête de Louis XVIII, 25 août 1814
- Cantate pour la fête de Charles X, 4 novembre 1825[4]